# Lizard Point (Antarktika)
Der Lizard Point ist das eine Landspitze in der antarktischen Ross Dependency. Im Königin-Maud-Gebirge bildet sie den südlichen Ausläufer einer Seitenmoräne und markiert den Ort der Einmündung der Table Bay in den oberen Abschnitt des Beardmore-Gletschers. 
Teilnehmer der Terra-Nova-Expedition (1910–1913) unter der Leitung des britischen Polarforschers Robert Falcon Scott benannten sie. Die deskriptive Namensgebung orientiert sich an der Körperform einer Echse (englisch lizard).